# Symphyotrichum patulum
Symphyotrichum patulum là một loài thực vật có hoa trong họ Cúc. Loài này được (Lam.) Karlsson mô tả khoa học đầu tiên năm 2005.